# 小浦延幸
小浦 延幸（こうら のぶゆき） は、日本の化学工学者。第5代学校法人東京理科大学理事長。

## 人物・経歴
広島県出身。1963年国家公務員採用上級甲種試験（化学）合格。1966年東京工業大学（のちの東京科学大学）大学院理工学研究科化学工学専攻修士課程修了。1969年同博士課程修了、工学博士（論文タイトルは『スズ，インジウムのアマルガム電解精錬』）、東京理科大学理工学部工業化学科助手。1971年東京理科大学理工学部工業化学科講師。1974年アルゴンヌ国立研究所助手。1976年東京理科大学理工学部工業化学科助教授。1984年工業技術院科学技術研究所流動研究員。
1988年東京理科大学理工学部工業化学科教授。1989年新エネルギー・産業技術総合開発機構太陽光発電技術開発委員会周辺技術開発部会委員。1991年表面技術協会論文賞受賞。1992年アルゴンヌ国立研究所客員研究員。1993年学校法人東京理科大学評議員。1994年新エネルギー・産業技術総合開発機構太陽光発電用蓄電池開発部会委員。1995年新エネルギー・産業技術総合開発機構太陽光発電システムのBOS評価検討委員会委員。1996年学校法人東京理科大学理事。1998年学校法人東京理科大学常務理事、表面技術協会協会賞受賞。
1999年から学校法人東京理科大学理事長を務め、法人と大学の事務局の一元化や、環境が劣悪だった神楽坂地区の薬学部の野田地区への移転を行うなどした。2003年日本セラミックス協会JCerSJ優秀論文賞受賞。2004年電気化学会溶融塩委員会溶融塩賞受賞。2005年東京理科大学理工学部工業化学科嘱託教授。2006年材料技術研究協会論文賞受賞。